# Angela Smith
Angela Evans Smith z domu Evans, baronessa Smith of Basildon (ur. 7 stycznia 1959 w Londynie) – brytyjska polityczka, członkini partii Pracy. Od 2024 przewodnicząca Izby Lordów i lord tajnej pieczęci. Od 2010 par dożywotni. W latach 1997–2010 posłanka do Izby Gmin.

## Życiorys
Wychowywała się w Pitsea, w hrabstwie Essex, w rodzinie robotniczej. Ukończyła studia administratywistyczne (administracja publiczna), na Politechnice w Leicester – obecnie Uniwersytet De Montfort. Po odbyciu stażu z zakresu księgowości, od 1983 była zatrudniona w organizacji działającej na rzecz dobrostanu zwierząt (League Against Cruel Sports).
W 1987 bez powodzenia kandydowała do Izby Gmin, w okręgu wyborczym Southend West. Dwa lata później została radną hrabstwa Essex (mandat sprawowała do 1997). Od 1995 do 1997 była również asystentką posła Aluna Michaela. W 1997 po raz pierwszy została wybrana do Izby Gmin z okręgu Basildon. Uzyskiwała w nim reelekcje poselskie w 2001 i 2005. W latach 2001–2010 zajmowała niższe stanowiska rządowe, w okresie sprawowania urzędu premiera przez Tony'ego Blaira i Gordona Browna. W związku z likwidacją jej okręgu wyborczego, w wyborach w 2010 kandydowała z nowo utworzonego okręgu South Basildon and East Thurrock. Przegrała jednak wybory z kandydatem Partii Konserwatywnej Stephenem Metcalfe'em. W tym samym roku została powołana do Izby Lordów, jako par dożywotni. Otrzymała wówczas tytuł baroness Smith of Basildon. 27 maja 2015 została liderem Partii Pracy w Izbie Lordów i jednocześnie przewodniczącą tej izby w gabinecie cieni. 5 lipca 2024 weszła w skład gabinetu Keira Starmera, jako przewodnicząca Izby Lordów i lord tajnej pieczęci.
Jest zamężna z Nigelem Smithem, który sprawował funkcję wiceprzewodniczącego rady Southend-on-Sea, a następnie był liderem frakcji radnych Partii Pracy w radzie dystryktu Basildon.